# Кумановска битка
Кумановската битка от 23 – 24 октомври (10 – 11 октомври стар стил) 1912 година е сред основните сражения в Македония по време на Балканската война.
В него османската Вардарска армия (командващ Зеки паша) прави опит да спре при Куманово, в самото му начало, настъплението на сръбската Първа армия (командващ принц Александър Караджорджевич). Неуспехът на османците да задържат числено превъзхождащия ги противник довежда до разгрома на Вардарската армия и открива пътя за сръбското настъпление във Вардарска Македония.

## Разположение на силите
В навечерието на войната плановете на сръбското командване, оглавявано от Радомир Путник, предвиждат основните сръбски сили, обединени в Първа армия, да настъпят към долината на Вардар, като се очаква Вардарската армия да се укрепи в естествено защитената област Овче поле. В същото време Втора (командващ Степа Степанович) и Трета армия (командващ Божидар Янкович) трябва да обходят основните османски сили, съответно от изток и запад.
Стратегическите планове на Османската империя, разработени от Колмар фон дер Голц, предвиждат в Македония предимно отбранителни действия и евентуално изтегляне към Албания, като основното усилие трябва да бъде концентрирано в Източна Тракия. Въпреки това, назначеният малко преди началото на войната османски главнокомандващ Назъм паша решава да нанесе удари срещу съюзниците в самото начало на войната, като така вземе инициативата, забави съюзническото настъпление и създаде възможност за прекратяване на войната по дипломатически път. В първите дни на войната Вардарската армия се насочва на север от отбранителната позиция при Овче поле с цел да пресрещне настъпващите сръбски войски, въпреки че поради бавната мобилизация включените в нея Пети (командващ Саид паша), Шести (командващ Джавид паша) и Седми корпус (командващ Фети паша) все още не са напълно комплектовани.
Първа армия пресича границата при Враня на 20 октомври, денят на включването на Сърбия в Балканската война, и вечерта на 22 октомври достига на няколко километра северно от Куманово. По същото време османските сили се разполагат в долината на река Пчиня, на незначително разстояние южно от предните сръбски части – Дунавската дивизия (първи призив) и Моравската дивизия (първи призив). Сръбското командване не предполага, че има толкова близо пред себе си значителни османски сили и не взима мерки за укрепване на позициите си, които все пак са естествено защитени.
През нощта на 22 срещу 23 октомври османския Шести корпус (Седемнадесета пехотна дивизия и Битолска пехотна дивизия) се придвижва северно от Пчиня и заема възвишението Зебърняк. На левия османски фланг е разположен Седми корпус (Деветнадесета пехотна дивизия и Скопска пехотна дивизия), а на десния – Пети корпус (Тринадесета пехотна дивизия и Щипска пехотна дивизия), който прикрива пътя от Страцин срещу Втора съюзна армия.

## 23 октомври
Сутринта на 23 октомври е мъглива, което затруднява видимостта. Части от сръбския ляв фланг забелязват придвижване на войски от османската Седемнадесета дивизия, но решават, че това е батарея, отстъпваща от Страцин. Те правят опит да я пленят, но се натъкват на превъзхождащ ги противник и са отблъснати с лекота. Османското командване оценява това като слабост на сръбския ляв фланг и, възползвайки се от отсъствието на активни сръбски действия при Страцин, Зеки паша издава заповед за нападение. Към 11 часа̀ части на Пети и Шести корпус нападат позициите на Дунавската дивизия (първи призив). Първоначално атаката е успешна, но османското командване я забавя, в очакване на подкрепления от Щипската дивизия, което дава възможност на сърбите да се прегрупират след неочакваното нападение и да укрепят позициите си.
Седми корпус започва настъпление срещу позиции на Моравската дивизия (първи призив) около 12 часа̀, но не успяват да нанесат изненадващ удар, тъй като сърбите разбират за започналата битка по шума от оръдейната стрелба в източния сектор. Сръбските части контраатакуват и османците са отблъснати на изходните си позиции, където са задържани до края на деня с артилерийски обстрел.
През целия ден сръбското командване не получава ясна информация за бойните действия, които се водят под ръководството на офицерския състав по места. В боя не са включени трите дивизии от втория ешелон – Дунавска дивизия (втори призив), Дринска дивизия (първи призив) и Тимошка дивизия (втори призив), както и основната част от артилерията. До полунощ сръбското командване продължава да смята, че има пред себе си второстепенни сили и поддържа заповедите си за продължаване на настъплението, съгласно първоначалния план.

## 24 октомври
Османското командване предприема ново настъпление по двата фланга около 5:30 часа сутринта на 24 октомври. На източния фланг е направен нов опит за обход, но към 10 часа̀ в боя е включена Дунавската дивизия (втори призив), а сръбската Кавалерийска дивизия от своя страна обхожда османските части при възвишението Сиртевица. До 12 часа̀ османското настъпление в източния участък е напълно блокирано.
През нощта на 23 срещу 24 октомври разположената на левия османски фланг Скопска дивизия губи голяма част от състава си, който масово дезертира след пристигането на информацията за превземането на Прищина от сръбската Трета армия и нейното напредване към Скопие. Въпреки това в 5:30 часа̀ Седми корпус започва настъпление срещу Моравската дивизия (първи призив). Към 6 часа̀ в бойните действия се включва Тимошката дивизия (втори призив) и сърбите започват контранастъпление.
Към 9:30 часа̀ Дринската дивизия (втори призив) започва настъпление в централния участък на фронта. Към 11:00 часа османската Битолска дивизия започва да отстъпва и командващия Шести корпус използва последните си резерви, за да спре напредването на сърбите. Към 13 часа̀ Дринската дивизия (първи призив) завзема възвишението Зебърняк, основния укрепен пункт на османската защита, след което османските войски отстъпват в безпорядък към Скопие, Щип и Велес. Около 15 часа̀ сръбските войски влизат в Куманово.